# Potameia incisa
Potameia incisa är en lagerväxtart som beskrevs av André Joseph Guillaume Henri Kostermans. Potameia incisa ingår i släktet Potameia och familjen lagerväxter. Inga underarter finns listade i Catalogue of Life.